# Forn de calç

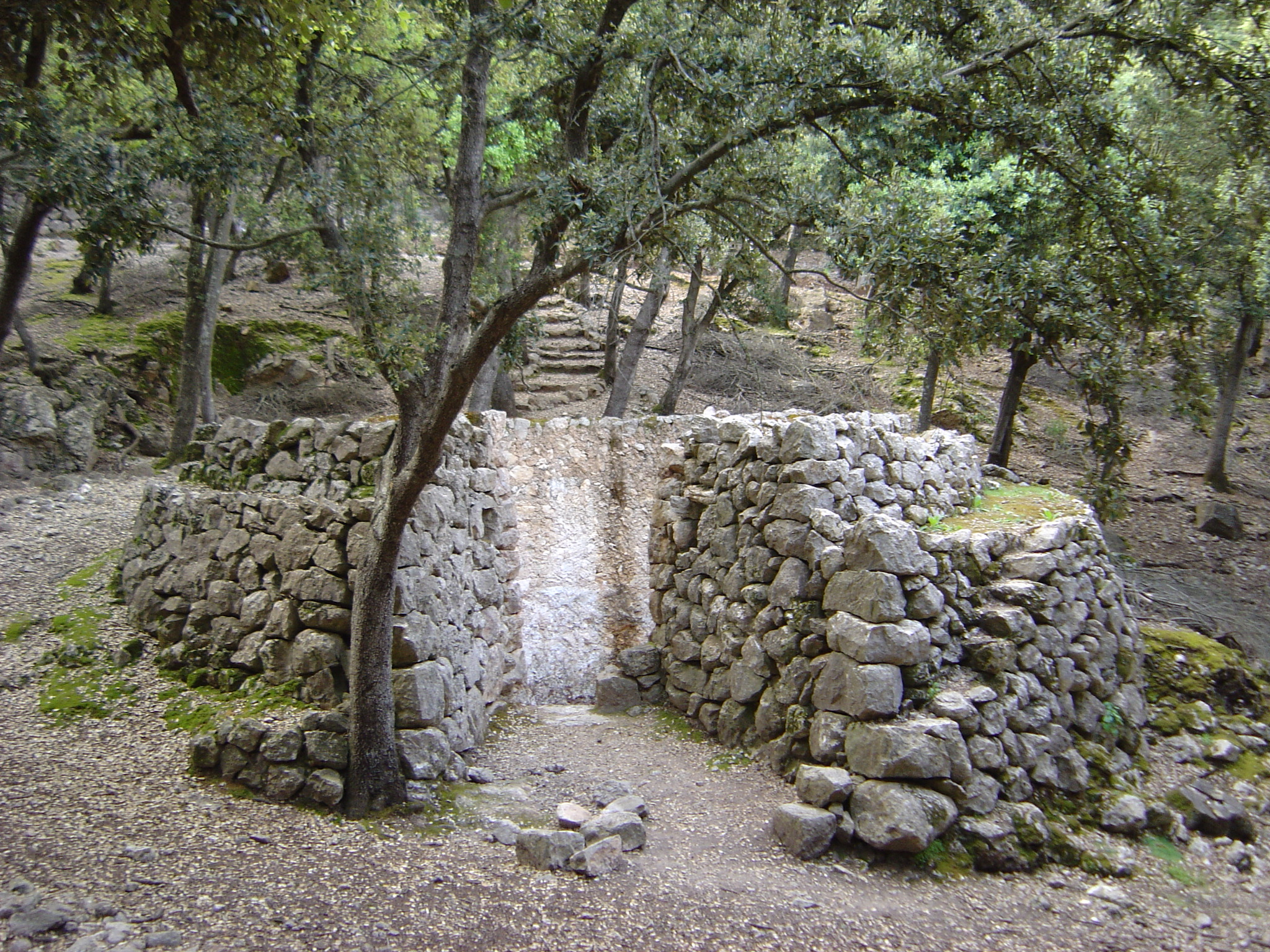
Vista frontal d'un forn de calç a Mallorca.

Un forn de calç o forn de pedra és un forn per obtenir calç viva (òxid de calci) a partir de pedra calcària (carbonat de calci).
L'equació química de la reacció és:
CaCO₃ + calor → CaO + CO₂
Aquesta reacció te lloc cap a 900 °C, encara que per tenir velocitat de reacció mes alta es sol treballar a uns 1000 °C. No obstant temperatures mes elevades s'han d'evitar, doncs la calç quedaria «cremada», amb poca reactivitat.

S'ha trobat morter de calç en excavacions des de fa 14.000 anys a l'Àsia Menor. El principi de funcionament del forn de calç, aplicació de calor a la pedra calcària, ha estat el mateix des de l'inici fins als forns industrials actuals.

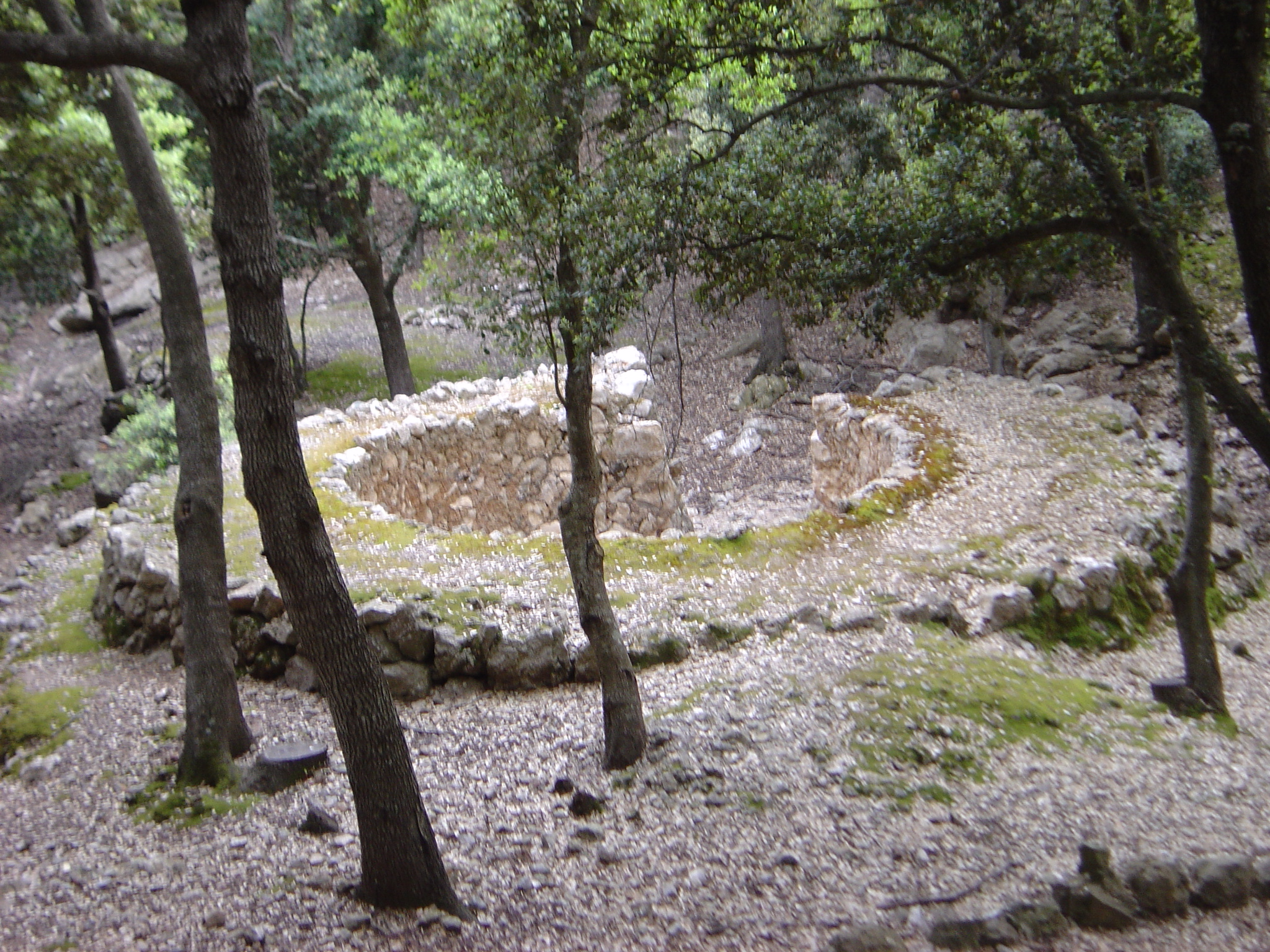
Vista superior d'un forn de calç.

Hi ha dos tipus de forns: efímers i permanents. Els forns efímers eren els que es fabricaven prop de la muntanya on abundava llenya i pedra calcària. Eren d'un concepte constructiu no gaire elaborat, ja que no s'utilitzaven de manera permanent. Tals forns servien per a fabricar la calç d'ús local. Els forns permanents són forns més industrials, fixos i construïts per ser utilitzats molts anys en aquell mateix; a més eren a llocs on abundava aquesta mena de pedra calcària.

## Construcció
En primer lloc, es triava un terreny amb un pendent considerable i amb abundància de pedres i llenya. A continuació, s'hi feia un clot al terra d'uns dos metres de fondària i quatre metres de diàmetre que en determinava la capacitat. Seguidament es construïa la caixa que era una paret de pedra en sec amb les juntes fetes d'argila que constituïa l'olla. Després, es deixava una obertura anomenada portada entre 1,5 i 2 metres aproximadament; a més es reforçava amb dos troncs entravessats que es deien tafarres per on s'introduïa la llenya i la pedra. Finalment, a la part posterior es col·locava una pedra plana que es deia enfonadora.

## Parts que els constitueixen
- La cambra de combustió és per on s'introdueix la llenya per poder alimentar el foc.
- L'olla és un clot on es crema la llenya i on van a parar totes les cendres produïdes.
- El canó o cambra de càrrega és on es fan les capes de pedra calcaria.
- Cintell és una paret circular que s'aixeca amb peu de murada a la part inferior del coster.
- La vora serveix per reforçar la part exterior del canó i es fa fent una línia de pedres al voltant.
- El capell és una capa de calç i fang d'argila que serveix per impedir que el foc surti de dins del forn.
- Clau, pedra que cobreix l'obertura de manera que es trobi aïllada de l'exterior.
- Enfornadora, pedra situada a la part baixa de la boca del forn.
- Espirall o fumera part baixa que apareix per tot el rodó del munt que no ha estat cobert per argila i per on exhala el forn de calç.
- Boca, és l'obertura del forn on es introdueix els troncs.
- Portada, és la paret construïda de pedres encallades amb fang que serveix per tancar la caixa del forn de calç.
- Tafarra, són troncs que es posen per a reforçar la portada.
- Voltes, és cada una de les pedres que acaben la volta, a més, les pedres són de grans dimensions.

## Utilitats i creació de la calç
Els forns es llogaven als grups de calciners que extreien la pedra, la coïen i més tard la venien sencera o acabada en calç. El procés de producció d'una fornada podia durar entre un mes i mes i mig de feina. També, de vegades era el mateix propietari qui contractava un grup d'homes que l'ajudessin per a produir una partida de calç.
Primer de tot, per fabricar la calç es necessitava combustible, que s'obtenia desembrossant el bosc, ja que s'iniciava una combustió del forn i aquest assolia temperatures entre 800 i 1000 °C. La pedra que s'utilitza normalment és la pedra morta i la viva; en canvi la pedra gruixenca no la fan servir molt perquè normalment remolla i s'esfrimola molt. El següent pas era la pesada feina d'arrencar la pedra amb pics i malls. Després es transportava la pedra i els fogots amb els carros fins al lloc on era situat el forn. Aquest s'omplia posant de forma circular les pedres depenent de la mida: a baix les més grosses i a dalt del curull les més petites. A la part inferior es deixava una finestra o boca per introduir-hi la llenya amb una mena de forca anomenada gavell. Quan començava l'encesa, ja no es podia parar fins que el mestre calcinaire deia que la pedra era ben cuita. Durant el procés de cocció que podia durar, sense interrupció, 10 o 15 dies, la fornada de pedra calcària s'havia transformat en calç viva. Les pedres estaven cuites i es convertien en calç quan adquirien un color blanquinós i a més, quan desapareixien les juntes entre les pedres. La millor estació per fabricar la calç és a l'estiu perquè la humitat no anava bé per fer una fornada. A més, aquesta calç la fabricaven els calciners que s'encarregaven de fabricar-lo correctament. La utilitat de la calç era en la construcció per a fer les parets (per a unir les pedres), barrejada amb aigua i argila o arena s'utilitzava per a arrebossar les façanes i emblanquinar les cases. També servia a impermeabilitzar les cisternes i els safaretjos així com per a desinfectar i també tenia un ús agrícola per a ensulfatar les plantes contra les plagues. El procés de transformació de la pedra en calç es feia per combustió, mitjançant un forn de forma rodona fet dins la terra o la roca. Es necessitaven temperatures d'entre 800 °C i 1000 °C perquè el carbonat de calci s'alliberés del diòxid de carboni i passés a òxid de calci. Però per a aconseguir aquest procés es necessitava una preparació llarga i feixuga. Aquestes tasques duraven al voltant d'uns tres mesos i començaven entre el gener i el febrer, quan les feines agrícoles eren més escadusseres.
La producció de calç va tenir una certa importància fins a mitjan segle xx, com ho demostra l'existència de moltes olles o forns arreu del territori. D'aquesta antiga activitat, tan estesa a les nostres muntanyes, solament resta el mut testimoni d'aquells forns que en l'actualitat estan mig enrunats i tapats per la vegetació.

## Els calciners
Convertir les pedres en calç era un autèntic ofici que feien els calciners. La iniciativa de coure un forn de calç, provenia del mestre forner o del propietari de les terres on se situava el forn. Els mestres o patrons de l'ofici procurava coure el forn entre abril i setembre, dedicant els altres mesos per a preparar llenya. La llenya que utilitzaven es tallava uns mesos abans de començar amb l'elaboració de la calç de la qual transportaven els feixos amb un carro, amb l'esquena o fent-los davallar per un fil de ferro amarrat entre dos arbres.
També, els calciners havien de tenir en compte que abans d'encendre el forn, havien de preparar una o dues barraques per dormir i menjar, ja que una vegada encès, la feina era contínua fins que s'obtenia la calç i es tapava el forn.

## Eines utilitzades
- Forca: eina que està formada per un pal de fusta amb una prolongació de ferro formada per dues petites puntes, d'uns 12 centímetres, i serveix per evitar que s'enganxin les branques a l'hora de retirar la forca de la boca del forn.
- Picassa: eina que conté una peça de ferro amb un ull central. Està format per un cap pla i un altre acabat en punta. Serveix per rompre les pedres que serveixen per paredar el forn de calç.
- Aixada: eina de ferro amb un extrem acabat en un tall i l'altre en la punta. És emprada per desfer terrosos a l'hora de buidar el forn.
- Senalla: recipient fet d'espart. S'utilitza per transportar pedres per posar a l'interior del forn i per poder transportar la calç.

Altres eines que també s'utilitzen però no són tan importants són el picassó, martell i càvec.

## Forns de calç dels Països Catalans

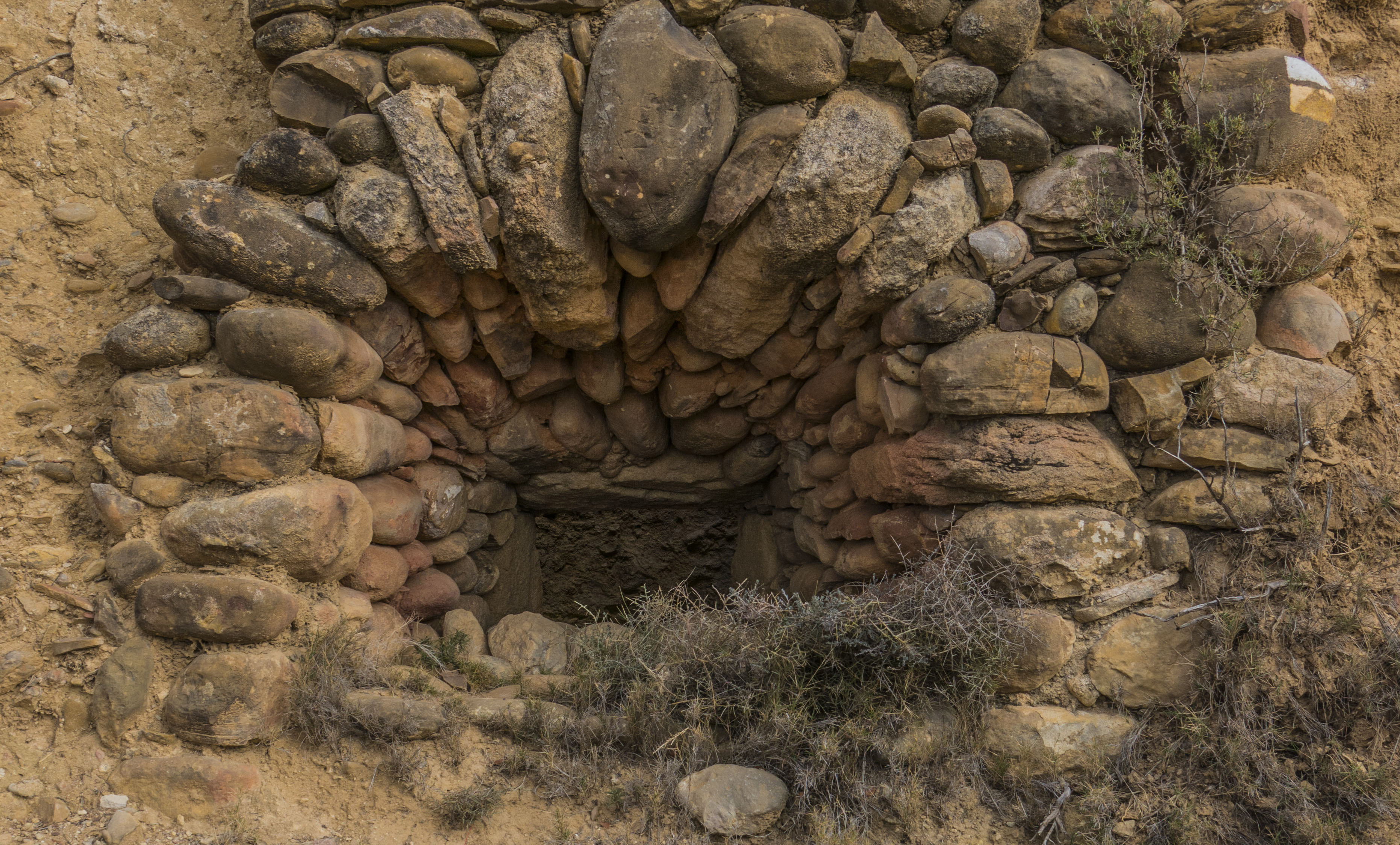
Forn de calç a Güel, antic municipi de la Ribagorça

Per tot arreu del territori hi ha una munió de restes de forns de calç. La calç era un material de construcció emprat a tots els llocs habitats i se la fabricava a proximitat de l'indret on havia de ser usada.
A Eivissa hi ha el forn de la pedrera d'en Canyes, el forn de sa Tanca Nova de can Guerra i el Forn del Puig de sa Cova Roja. A Eivissa quan s'encén el foc es posa la soleta dins la porta del forn. La llenya l'enformen a Formentera amb l'ajuda de forcalls de fusta i a Eivissa amb grans forcalls de ferro amb coa de fusta.
A Mallorca es poden trobar a la serra de Tramuntana on hi ha un gran nombre d'exemplars. S'hi fa igual que a Eivissa amb forcalls de ferro i que tenen una coa de fusta.
També es troben forns a la Baixa Ribagorça de l'Aragó a Güel, a la carretera que va des del riu Isàvena al Castell de Fontova, i a Fonteta (Baix Empordà).
Altres forns:
- Forns de calç de Cervelló
- Forns de calç de Gavà
- Forn de calç del Corcola
- Forn de calç d'en Ton
- Forn de calç de Pont de Molins
- Forn de calç de Palau Borrell
- Forn de calç d'en Tela
- Forn de calç del Canadell
- Forn de calç del Grau.[5]